# Tetragnatha kea
Tetragnatha kea là một loài nhện trong họ Tetragnathidae.
Loài này thuộc chi Tetragnatha. Tetragnatha kea được miêu tả năm 1994 bởi Gillespie.